# Alf Erlandsson
Alf Mats Erland Erlandsson, född 5 juni 1931 i Floby, död 2020, var en svensk arkivarie och chef för FN:s arkiv samt Internationella valutafondens arkiv.
Alf Erlandsson var son till Mats Erlandsson, folkskollärare och kantor, och hans hustru Eva Lundmark. Erlandsson tog studentexamen i Falköping och läste därefter historia vid Lunds universitet, där han blev fil. mag. 1955, fil. lic. 1960 och disputerade för filosofie doktorsgrad 1967. Åren 1959–1976 var han anställd vid Landsarkivet i Lund där han slutade med titeln förste arkivarie. Från 1971 verkade han dock inte där utan som chef för FN:s Arkiv i New York, där han arbetade under tre generalsekreterare: U Thant, Kurt Waldheim och Javier Pérez de Cuéllar. 1991–1996 var han chef för Internationella valutafondens arkiv i Washington DC. Han promoverades till jubeldoktor vid Lunds universitet 2018.